# Yamatarotes nigrimaculans
Yamatarotes nigrimaculans är en stekelart som beskrevs av Wang 1986. Yamatarotes nigrimaculans ingår i släktet Yamatarotes och familjen brokparasitsteklar. Inga underarter finns listade i Catalogue of Life.